# Bahnhof Asagaya
Der Bahnhof Asagaya (jap. 阿佐ケ谷駅, Asagaya-eki) ist ein Bahnhof auf der japanischen Insel Honshū. Er wird von der Bahngesellschaft JR East betrieben und befindet sich im Bezirk Suginami der Hauptstadt Tokio.

## Verbindungen
Asagaya ist ein Zwischenbahnhof an der Chūō-Hauptlinie von Tokio über Shinjuku nach Shiojiri, deren Gleise identisch mit jenen der Chūō-Schnellbahnlinie Tokio–Shinjuku–Takao sind. Parallel dazu verläuft die Chūō-Sōbu-Linie von Mitaka über Akihabara nach Chiba. Alle drei Linien werden von der Bahngesellschaft JR East betrieben. Zwischen Mitaka und Nakano wird die Chūō-Sōbu-Linie von U-Bahn-Zügen der Gesellschaft Tōkyō Metro mitbenutzt, die zur Tōzai-Linie nach Nishi-Funabashi und Tsudanuma durchgebunden werden.
Auf der Chūō-Schnellbahnlinie halten die Kakueki-teisha-Nahverkehrszüge und die Kaisoku-Eilzüge. Ausgangspunkte dieser überregionalen Verbindungen sind in der Regel Tokio im Osten sowie Takao und Ōtsuki im Westen. Manche dieser Züge verkehren über Ōtsuki hinaus nach Kawaguchiko oder wechseln in Tachikawa auf die Ōme-Linie. Tagsüber werden neun Verbindungen je Stunde angeboten, während der Hauptverkehrszeit kann die Zugfolge zwei Minuten betragen. An Wochenenden fahren die genannten Züge alle ohne Halt durch. Der Lokalverkehr durch die inneren Tokioter Vororte wird auf der Chūō-Sōbu-Linie abgewickelt, die über eigene Gleise verfügt und von den beiden anderen Linien betrieblich unabhängig ist. Während der Hauptverkehrszeit beträgt die Zugfolge zweieinhalb Minuten, wobei mehrere Züge weiter westlich nach Musashi-Koganei verkehren und erst dort wenden. Tagsüber werden acht Züge stündlich angeboten. Zu allen Tageszeiten – außer während der morgendlichen Hauptverkehrszeit und am späten Abend – verkehren stündlich bis zu fünf U-Bahnen der Tōzai-Linie über die nominelle Endstation Nakano hinaus nach Mitaka.
Die Bushaltestellen auf dem nördlichen Bahnhofsvorplatz werden von acht Linien der Gesellschaft Kantō Bus bedient, jene auf dem südlichen Bahnhofsvorplatz von acht Linien der Gesellschaften Seibu Bus, Toei Bus und Sugimaru.

## Anlage
Der Bahnhof steht an der Grenze der Stadtteile Asagaya im Norden und Asagaya-minami im Süden. Die auf einem Viadukt befindliche Anlage ist von Osten nach Westen ausgerichtet und besitzt vier Gleise, die alle dem Personenverkehr dienen. Diese liegen an zwei überdachten Mittelbahnsteigen, wobei das nördliche Gleispaar dem Schnell- und Fernverkehr vorbehalten ist und das südliche Gleispaar dem Nahverkehr. Das Empfangsgebäude ist unter dem Viadukt angeordnet und von beiden Seiten her zugänglich, Aufzüge und Rolltreppen führen zu den Bahnsteigen hinauf. Unter dem östlichen Ende der Bahnsteige hindurch verläuft eine Straßenunterführung.
Im Fiskaljahr 2019 nutzten durchschnittlich 45.603 Fahrgäste täglich den Bahnhof.

## Bilder

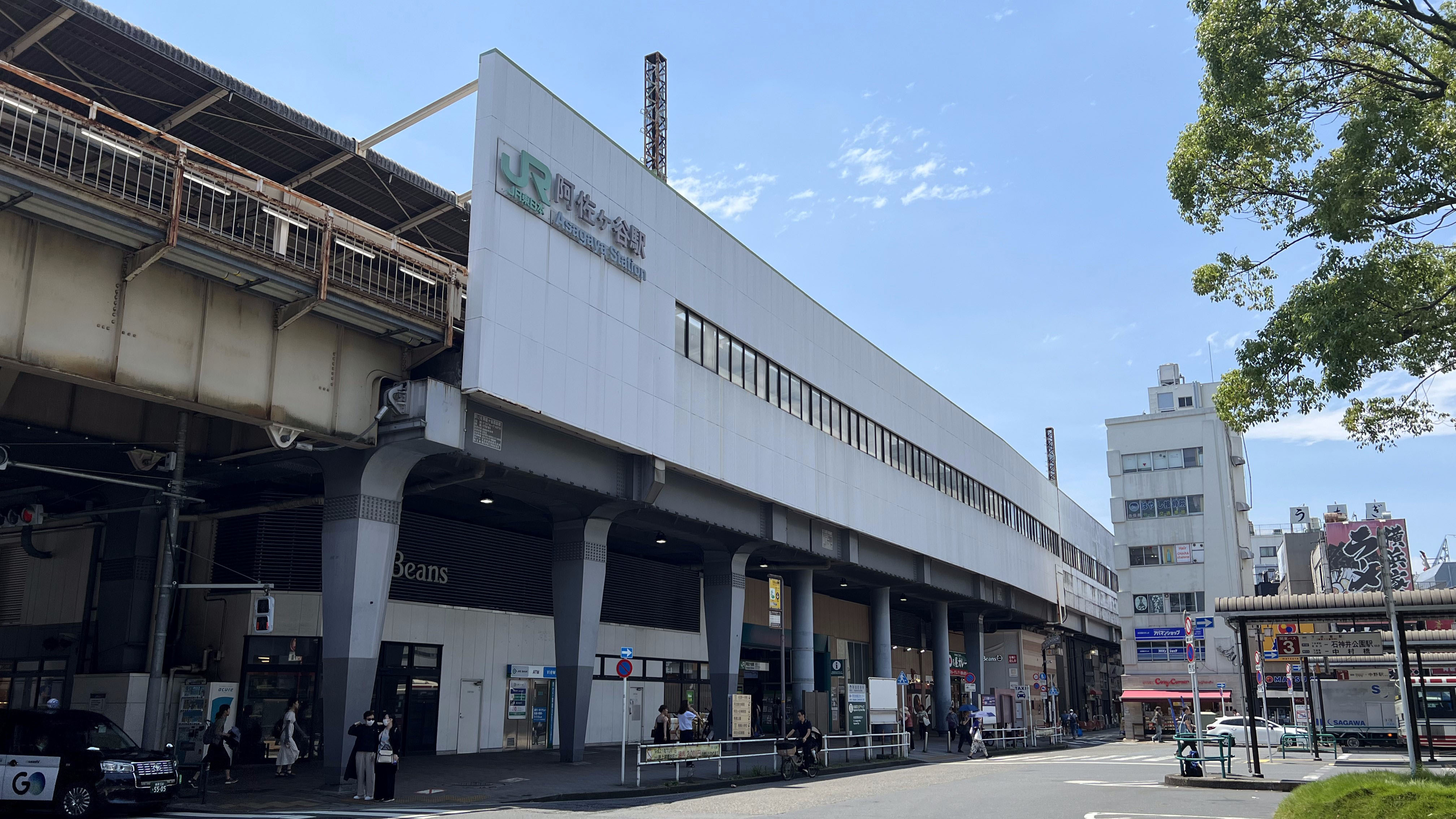
Nordeingang
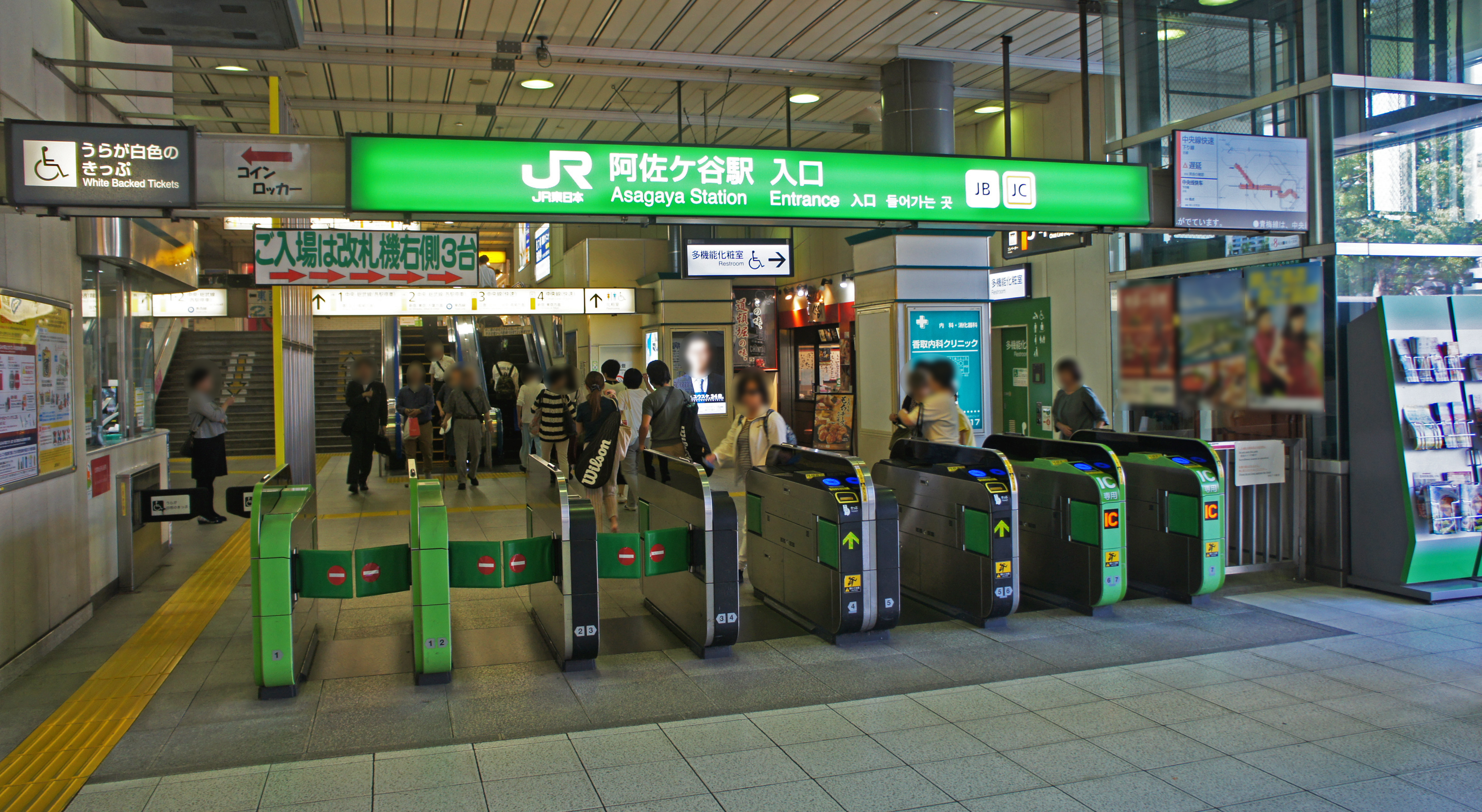
Bahnsteigsperren
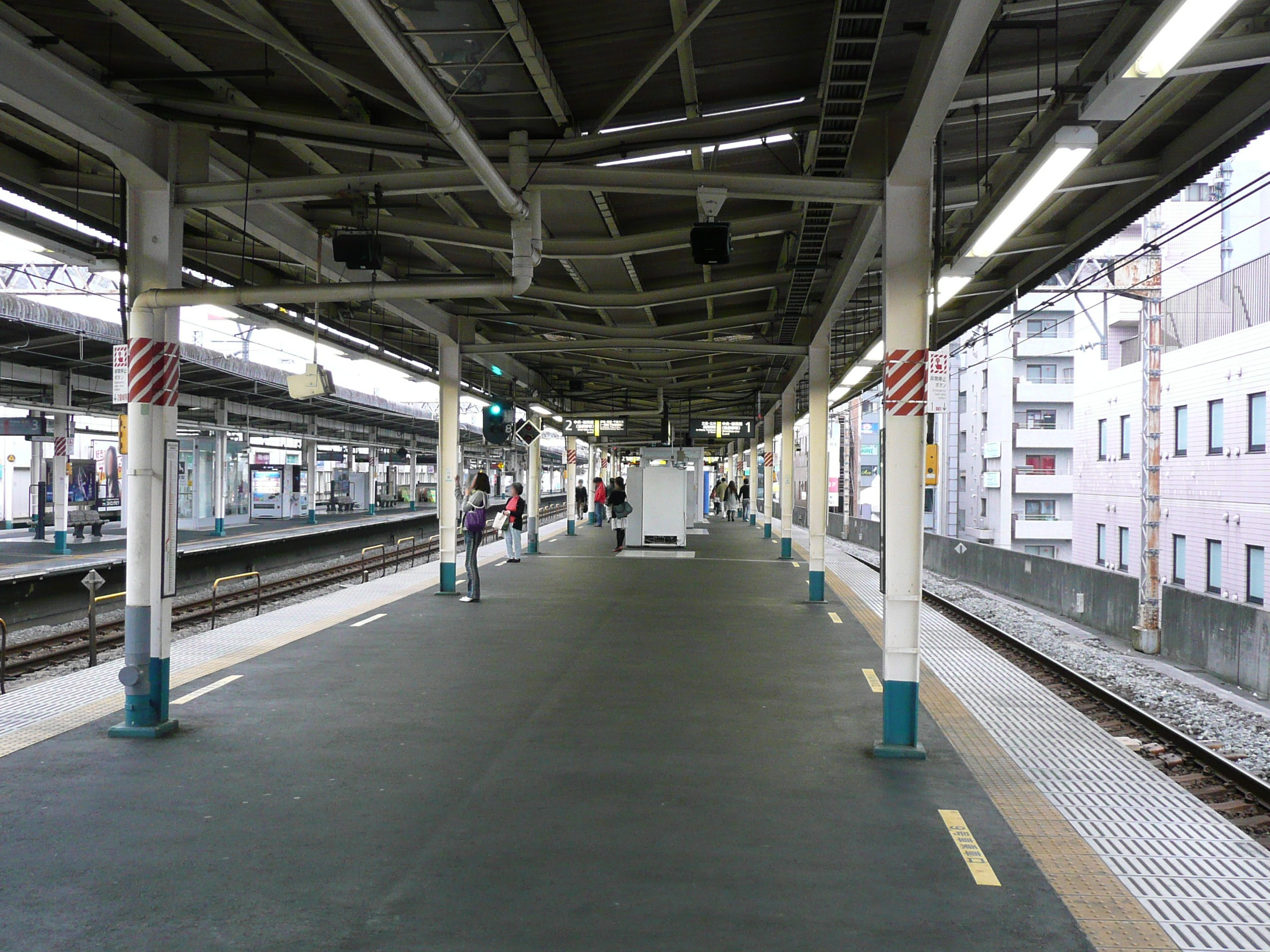
Bahnsteig der Chūō-Sōbu-Linie

## Gleise
| 1 | ▉ Chūō-Sōbu-Linie       | Mitaka                                                                               |
| 1 | Tōzai-Linie             | durchgebundene Züge nach Mitaka                                                      |
| 2 | ▉ Chūō-Sōbu-Linie       | Nakano • Shinjuku • Akihabara • Nishi-Funabashi • Chiba                              |
| 2 | Tōzai-Linie             | durchgebundene Züge nach Nakano • Iidabashi • Ōtemachi • Nishi-Funabashi • Tsudanuma |
| 3 | ▉ Chūō-Schnellbahnlinie | Mitaka • Tachikawa • Hachiōji • Takao                                                |
| 4 | ▉ Chūō-Schnellbahnlinie | Nakano • Shinjuku • Tokio                                                            |

## Linien
| Verlauf der Chūō-Schnellbahnlinie |
| --- |
| Tokyo –Kanda • Ochanomizu • Yotsuya • Shinjuku • Nakano • Kōenji • Asagaya • Ogikubo • Nishi-Ogikubo • Kichijōji • Mitaka • Musashi-Sakai • Higashi-Koganei • Musashi-Koganei • Kokubunji • Nishi-Kokubunji • Kunitachi • Tachikawa • Hino • Toyoda • Hachiōji • Nishi-Hachiōji • Takao |

| Verlauf der Chūō-Schnellbahnlinie |
| --- |
| Chiba • Nishi-Chiba • Inage • Shin-Kemigawa • Makuhari • Makuharihongō • Tsudanuma • Higashi-Funabashi • Funabashi • Nishi-Funabashi • Shimōsa-Nakayama • Moto-Yawata • Ichikawa • Koiwa • Shin-Koiwa • Hirai • Kameido • Kinshichō • Ryōgoku • Asakusabashi • Akihabara • Ochanomizu • Suidōbashi • Iidabashi • Ichigaya • Yotsuya • Shinanomachi • Sendagaya • Yoyogi • Shinjuku • Ōkubo • Higashi-Nakano • Nakano • Kōenji • Asagaya • Ogikubo • Nishi-Ogikubo • Kichijōji • Mitaka |

## Geschichte
Die private Bahngesellschaft Kōbu Tetsudō hatte den Streckenabschnitt zwischen Shinjuku und Tachikawa bereits 1889 eröffnet, doch die Züge fuhren zunächst über drei Jahrzehnte lang ohne Halt durch. Die Einwohner des Dorfes Asagaya forderten in einer Petition den Bau eines Bahnhofs und hatten damit Erfolg, während der Dorfvorsteher die Grundstücksbesitzer davon überzeugen konnte, die benötigten Parzellen abzutreten. Schließlich erfolgte am 15. Juli 1922 die Eröffnung durch das Eisenbahnministerium. Bis in die frühen 1960er Jahre hinein war die Anlage zweigleisig und ebenerdig, Güterverkehr wurde hier nie abgefertigt. Am 22. September 1964 verlegte die Japanische Staatsbahn zunächst die bestehende Doppelspur auf ein Viadukt. Anschließend folgte der Ausbau des Abschnitts Nakano–Ogikubo auf vier Gleise. Die Arbeiten waren am 3. April 1966 abgeschlossen und am 28. April desselben Jahres wurde die Chūō-Sōbu-Linie verlängert. Im Rahmen der Staatsbahnprivatisierung ging der Bahnhof am 1. April 1987 in den Besitz der neuen Bahngesellschaft JR East über.